# Bundeskriminalamtgesetz
Das deutsche Bundeskriminalamtgesetz (BKAG) regelt die Aufgaben des Bundeskriminalamtes. Am 25. Mai 2018 trat eine an die Datenschutz-Grundverordnung und das neue Bundesdatenschutzgesetz angepasste Neufassung in Kraft.

## Inhaltsübersicht
Das BKAG ist in 10 Abschnitte gegliedert:
1. Zentrale Einrichtungen zur Zusammenarbeit in kriminalpolizeilichen Angelegenheiten, Aufgaben des Bundeskriminalamtes, §§ 1–8
2. Allgemeine Befugnisse zur Datenverarbeitung, §§ 9–28
3. Zentralstelle, §§ 29–33
4. Befugnisse im Rahmen der Strafverfolgung, §§ 34–37
5. Befugnisse zur Abwehr von Gefahren des internationalen Terrorismus, §§ 38–62
6. Befugnisse zum Schutz von Mitgliedern der Verfassungsorgane und der Leitung des Bundeskriminalamtes, §§ 63–65
7. Zeugenschutz, § 66
8. Befugnisse zur Sicherung des Bundeskriminalamtes und zur Sicherheitsüberprüfung, §§ 67, 68
9. Datenschutz und Datensicherheit, Rechte der betroffenen Person, §§ 69–86
10. Schlussvorschriften, §§ 87–91

## Fassungen
Das Gesetz wurde 1997 neu gefasst, insbesondere um den Vorgaben des Bundesverfassungsgerichts (Volkszählungsurteil) Rechnung zu tragen. Mit der Novelle von 2008 wurden dem Bundeskriminalamt – begrenzt auf die Abwehr von Gefahren des internationalen Terrorismus – weitere Befugnisse eingeräumt, die bislang nur den Landespolizeien zustanden. Neben der umstrittenen Online-Durchsuchung haben die neuen §§ 20a bis 20x des Gesetzes unter anderem folgende Befugnisse der Gefahrenabwehr neu geregelt:
- Raster,
- Einsatz von verdeckten Ermittlern,
- akustische und optische Überwachung von Wohnungen,
- Telekommunikationsüberwachung.

Damit wurde das BKA im Bereich der Gefahrenabwehr im Hinblick auf den „internationalen Terrorismus“ bei den Befugnissen der Polizeien der Bundesländer gleichgestellt.
Einer vorherigen Änderung des Art. 13 Grundgesetz bedarf es nach Ansicht des Bundesjustizministeriums nicht; Art. 13 Abs. 4 GG gestattet derartige Maßnahmen. Eine Online-Durchsuchung stellt im Übrigen nach der Entscheidung des BVerfG vom 27. Februar 2008 keinen Eingriff in Art. 13 GG dar. Allerdings stehen alle Befugnisse des BKA mit hoher Eingriffstiefe unter Richtervorbehalt.
Mit der Neufassung hat das BKA außerdem das Recht erhalten, präventive Ermittlungen ohne konkreten Tatverdacht in eigener Regie durchzuführen. Im Rahmen der „Vorfeldermittlungen“ unterliegt das BKA nicht mehr der Leitungsbefugnis der Staatsanwaltschaft. Spätestens bei Vorliegen eines strafprozessualen Anfangsverdachts muss aber die Bundesanwaltschaft informiert werden. Abhörmaßnahmen dürfen auch gegen Berufsgeheimnisträger (§ 53 StPO), mit Ausnahme der Verteidiger, Abgeordneten und Geistlichen einer staatlich anerkannten Religionsgemeinschaft, durchgeführt werden (§ 20u BKAG).
Die Neufassung des BKA-Gesetzes (Gesetz zur Abwehr von Gefahren des internationalen Terrorismus durch das Bundeskriminalamt) wurde vom Deutschen Bundestag am 12. November 2008 mit der Mehrheit der Stimmen von CDU/CSU und SPD verabschiedet. Für das zustimmungspflichtige Gesetz fand sich jedoch im Bundesrat am 28. November keine Mehrheit. Nachdem das Gesetz den Vermittlungsausschuss nach einigen Änderungen passierte und der Bundesrat den geänderten Entwurf am 19. Dezember 2008 akzeptierte, ist das Gesetz zum 1. Januar 2009 in Kraft getreten.
Die Bundesanwaltschaft forderte im März 2009, die Strafprozessordnung für die Terrorismusbekämpfung in einem ersten Schritt dahingehend zu ändern, dass die Erkenntnisse, die im präventiven Bereich über das BKA-Gesetz gewonnen werden, auch im Bereich der Strafverfolgung genutzt werden können.

## Neufassung von 2008

### Rechtspolitische Diskussion
Die Neufassung des BKA-Gesetzes von 2008 war Gegenstand intensiver rechtspolitischer Debatten. Aspekte, die kontrovers diskutiert wurden, waren:
- Trennungsgrundsatz: Journalisten und der Chaos Computer Club kritisierten, dass der Entwurf des BKA-Gesetzes den Trennungsgrundsatz von Geheimdiensten und Polizei aufweicht, der als Lehre aus der Zeit des Nationalsozialismus und der geheimen Staatspolizei eingeführt wurde.[7][8] Verschiedene Fachleute und Politiker wie der Bundestagsabgeordnete Wolfgang Wieland (Grüne) vertraten die Ansicht, mit der Gesetzesnovelle entstehe ein „deutsches FBI“.[9] In der vergleichenden rechts- und sicherheitspolitischen Betrachtung hat das FBI allerdings weiterhin erheblich größere Ressourcen und Ermittlungszuständigkeiten und ist durch die jüngere US-Gesetzgebung insbesondere auch als „Politische Polizei“ ausgebaut worden. Dem BKA fehlt zudem der landesweite exekutive Unterbau der amerikanischen Behörde.[10]

- Richtervorbehalt: Die ursprünglich im Gesetzentwurf vorgesehene Regelung, dass in Eilfällen kein Richtervorbehalt notwendig sei, wurde im Rahmen des Gesetzgebungsverfahrens geändert. Der Richtervorbehalt gilt nach der am 19. Dezember 2008 von Bundestag und Bundesrat verabschiedeten Fassung nun auch in Eilfällen. Der Schutz des Kernbereichs privater Lebensgestaltung soll sichergestellt werden, indem die Durchsicht der erlangten Informationen unter die „Sachleitung des anordnenden Gerichts“ gestellt wird (§ 20k Abs. 7 S. 3 BKAG (neu)).

- Angleichung der Befugnisse von Landes- und Bundespolizeibehörden: Befürworter der Neufassung wiesen darauf hin, dass die neuen Fahndungsinstrumente den Landespolizeien bereits seit Jahrzehnten zur Verfügung stünden. Dem wurde entgegnet, dass keine der Landespolizeien, die seit 2006, nach einer Grundgesetzänderung zur Bekämpfung des internationalen Terrorismus, präventiv im Vorfeld ermitteln dürfen, die konzentrierte Macht einer bundesweit agierenden Behörde habe, die die erhobenen Daten auch an Polizei, Verfassungsschutz und Bundesnachrichtendienst weiterleite.[11]

- Notwendigkeit: Bundesregierung und Polizeibehörden begründeten die Notwendigkeit mit der Nutzung moderner Techniken durch Straftäter. In der Anhörung im Innenausschuss des Bundestages erklärte der Präsident des Bundeskriminalamtes, Jörg Ziercke: „Die Online-Durchsuchung ist ein für die Verhinderung terroristischer Anschläge unverzichtbares Instrument“.[12]

- Angemessenheit: In ihren Stellungnahmen zu dem Entwurf der Novelle des Gesetzes warnten Journalisten- und Medienverbände,[13] der Datenschutzbeauftragte des Bundes Peter Schaar, der Deutsche Industrie- und Handelskammertag und Sachverständige wie der Verfassungsrechtler und ehemalige Präsident des Bundesnachrichtendienstes, Hansjörg Geiger, vor unverhältnismäßigen Befugnissen der Ermittlungsbehörden.[14] Mehrere andere Staatsrechtler hingegen bezeichneten den Entwurf als verfassungskonform.[15] So erklärte der Bielefelder Rechtswissenschaftler Christoph Gusy in seinem Gutachten für den Innenausschuss: „Der vorgelegte Entwurf enthält keine grundsätzliche Verschiebung des Koordinatensystems von Freiheit und Sicherheit zu Lasten der Freiheit.“[12]

- Zeugnisverweigerungsrecht: Der Entwurf der Novelle des BKA-Gesetzes wurde auch von der Medienfreiheitsorganisation International Press Institute im Oktober 2008 kritisiert,[16] aufgrund der Abschwächung des in § 53 der deutschen Strafprozessordnung enthaltenen Rechts auf das Berufsgeheimnis von Ärzten, Anwälten und Journalisten.

### Entscheidung des Bundesverfassungsgerichts
Am 27. Januar 2009 hat die Bürgerrechtlerin und Journalistin Bettina Winsemann Verfassungsbeschwerde gegen das Gesetz eingereicht. Winsemann hatte zuvor erfolgreich gegen die Online-Durchsuchung im Verfassungsschutzgesetz von Nordrhein-Westfalen geklagt. An das Bundesverfassungsgericht wenden sich auch der freie Fernsehjournalist Christoph Maria Fröhder, der damalige „Die Zeit“-Herausgeber Michael Naumann, Gerhart R. Baum, Innenminister a. D., Ulrich Schellenberg, der Vorsitzende des Landesverbandes Berlin des Deutschen Anwalt Vereins, Jürgen Hardt, Präsident der Landeskammer für psychologische Psychotherapeutinnen und -therapeuten und Kinder- und Jugendlichenpsychotherapeutinnen und -therapeuten Hessen, und Jörg-Dietrich Hoppe, Präsident der Bundesärztekammer und des Deutschen Ärztetages. Vertreten werden sie von den Rechtsanwälten Gerhart R. Baum, Burkhard Hirsch und Peter Schantz.
Am 20. April 2016 hat das Bundesverfassungsgericht ein abschließendes Urteil gesprochen, das ein erneutes Tätigwerden des Gesetzgebers verlangt. So wurde das Gesetz nicht nur in erheblichen Teilen für verfassungswidrig erklärt, sondern es wurden ebenso zahlreiche zentrale Vorgaben definiert, denen künftige und heimliche Eingriffe in das Grundrecht auf informationelle Selbstbestimmung genügen müssen. Bemessen wird das sicherheitsbehördliche Handeln primär am Verhältnismäßigkeitsgrundsatz, der aus dem Rechtsstaatsprinzip folgt sowie dem im Grundgesetz verankerten Menschenwürdegrundsatz. Folgende zentrale Thesen hat das Bundesverfassungsgericht in seinem Urteil – beruhend auf einer langen Rechtsprechungstradition – aufgestellt:
1. Heimliche Überwachungsmaßnahmen, die mit einem erheblichen informationellen Grundrechtseingriff verbunden sind – wie die Wohnraumüberwachung und der Zugriff auf informationstechnische Systeme –, genügen nur dann dem Gebot der Verhältnismäßigkeit, wenn sie dem Schutz von gewichtigen Rechtsgütern dienen und für deren Gefährdung im Einzelfall belastbare tatsächliche Anhaltspunkte bestehen.
2. Heimliche Überwachungsmaßnahmen dürfen nicht jedweden Personenkreis betreffen. Voraussetzung hierfür ist vielmehr, dass der betroffene Dritte über eine spezifische individuelle Nähe zur aufzuklärenden Gefahr oder Straftat verfügt.
3. Es muss eine effektive Vorabkontrolle von Überwachungsmaßnahmen durch eine unabhängige Stelle gegeben sein.
4. Transparenz, Rechtsschutz und aufsichtsbehördliche Kontrolle müssen auch bei geheimen Ermittlungsmaßnahmen grundsätzlich möglich sein. Hierfür sind entsprechende verfahrenstechnische Ersatzvorkehrungen zu treffen.
5. Durch den Gesetzgeber ist sicherzustellen, dass schon die Ermächtigungsgrundlagen, die zu einer Spähmaßnahme berechtigen, eine Löschungsverpflichtung für die erhobenen Daten enthalten.
6. Soweit es zu besonders einschneidenden Grundrechtseingriffen durch staatliche Überwachung kommt, sind besonders hohe Anforderungen an den Kernbereichsschutz zu stellen. Dieser soll gewährleisten, dass der Bereich höchstpersönlicher Privatheit gegenüber staatlicher Überwachung geschützt ist.
7. Die Dauerüberwachung ist unzulässig.
8. Besondere Vertrauensbeziehungen wie unter Anwälten und Ärzten müssen auch besonders geschützt werden.
9. Bei der Datenverarbeitung ist von den Sicherheitsbehörden der Zweckbindungsgrundsatz zu beachten. Die Übermittlung in andere Staaten ist eine Zweckänderung. Der Gesetzgeber muss hier Schutzvorkehrungen für die informationelle Selbstbestimmung treffen.